# Хайнрих IV (Сайн)
Вижте пояснителната страница за други личности с името Хайнрих IV.
Хайнрих IV фон Сайн (на немски: Heinrich IV von Sayn; * 1539; † 17 януари 1606 в замък Сайн, днес Бендорф ам Рейн) е последният граф на Сайн-Сайн от род Сайн-Спонхайм. Със смъртта му през 1606 г. линията Сайн-Спонхайм изчезва.
Той е средният син на граф Йохан VI (IX) фон Сайн († 1529) и на Елизабет фон Холщайн-Шауенбург († 1545), дъщеря на граф Йобст I фон Шауенбург (1483 – 1531) и графиня Катарина Мария фон Насау-Диленбург (1483 – 1547). По желание на баща му той става клерик. От 1565 г. е катедрален дехант в Кьолн под архиепископите Фридрих IV фон Вид и Салентин фон Изенбург. След смъртта на чичо му граф Себастиан II († 1573), който управлява Графство Сайн с Херман фон Сайн, братът на Хайнрих, той наследява през 1573 г. северната част на графството с резиденция Фройзбург.
Хайнрих се жени през февруари 1574 г. за Юта фон Малинкродт, една бивша монахиня. Бракът е бездетен и се проваля. Юта умира на 28 февруари 1608 г. в дворец Фридевалд, който той построил в ренесансов стил. Освен това той има връзка с една прислужница и има с нея два сина, които нямат право на наследство. Графът построява 1586 г. също двореца в Алтенкирхен.
Когато граф Херман умира на 17 март 1588 г., Хайнрих обединява графствата отново под свое управление.
Хайнрих е наследен от Анна Елизабет, единствената дъщеря на Херман, която е омъжена за Вилхелм фон Сайн-Витгенщайн. На 12 септември 1605 г. той предава управлението на съпруга на племенницата му, който веднага се нарича Вилхелм III граф фон Сайн-Витгенщайн-Сайн.
Хайнрих умира на 17 януари 1606 г. в замък Сайн и е погребан на 17 март 1606 г. във фамилната гробница в евангелийската църква в Хахенбург.